# Razia Barakzai
Razia Barakzai (Afganistan, 1995) és una antiga treballadora del palau presidencial de l'Afganistan que amb el retorn dels talibans al poder el 2021 es va quedar sense feina i va participar en diverses manifestacions per lluitar els drets de les dones afganeses. És llicenciada en Dret i Ciències Polítiques i màster en Administració d'Empreses. La BBC la va incloure a la llista de les 100 dones més inspiradores del 2021.